# Tord Elvius
Tord Elvius, född 30 augusti 1915 i Västerås, död 6 mars 1992 i Uppsala, var en svensk astronom. Han var son till Sven Elvius och gift med astronomen Aina Elvius.

## Verksamhet
Elvius blev docent i astronomi vid Stockholms högskola 1951 och därefter observator vid Uppsala astronomiska observatorium 1957–1968. Han var under åren 1968–1980 professor i astronomi och chef för Institutionen för astronomi vid Lunds universitet. 
Elvius huvudforskning gällde Vintergatan och han genomförde omfattande mätningar och analyser av dess stjärnor och deras fördelning i valda områden, Selected Areas, vilka ursprungligen definierades av den nederländske astronomen Kapteyn.
Tord Elvius invaldes 1972 som ledamot av Kungliga Vetenskapsakademien. Samma år blev han ordförande i Svenska astronomiska sällskapet. År 1986 efterträddes han av sin fru. De är begravna på Uppsala gamla kyrkogård.